# Jason Čulina
Jason Culina (Melbourne, 5 de agosto de 1980) é um ex-futebolista profissional australiano, que atuava como meio-campista

## Carreira
Culina é um ex meio-campista, defendeu a seleção australiana. Culina é um dos melhores jogadores do seu país ao lado de nomes como Harry Kewell e Mark Viduka os dois maiores nomes do futebol australiano na história. Culina era um jogador muito técnico e de muita visão de jogo.

## Títulos

### Ajax
- Campeonato Holandês: 2001/2002,2003/2004
- KNVB-beker: 2001/2002

### PSV
- Campeonato Holandês: 2005/2006,2006/2007,2007/2008
- Super copa da holanda: 2008/2009

## Seleção
Pela seleção Culina jogou a copa do mundo de 2006 e a copa do mundo de 2010,além da copa da Ásia de 2007 e a copa da Ásia de 2011 e a Copa das Confederações de 2005.
Ao todo Culina atuou em 58 jogos marcando apenas um gol.

## Aposentadoria
Culina se retirou dos campos na temporada 2012/2013 quando atuava pelo Sydney FC time do seu país.